# Graphis bulacana
Graphis bulacana är en lavart som beskrevs av Vain. Graphis bulacana ingår i släktet Graphis och familjen Graphidaceae.   Inga underarter finns listade i Catalogue of Life.